# Пантелеево (Дмитровский городской округ)
Пантелеево — деревня в Дмитровском районе Московской области, в составе сельского поселения Куликовское. Население — 21 чел. (2010). До 2006 года Пантелеево входило в состав Зареченского сельского округа.
В XVI веке село Пантилеево Повельского стана управлялось монастырем Медведева пустынь. В селе располагалось 4 крестьянских двора, 7 дворов непашенных (возможно занимающихся рыбной ловлей) и монастырский двор.

## Расположение
Деревня расположена на северо-западе района, на границе с Тверской областью, примерно в 40 км к северо-западу от Дмитрова, на правом берегу реки Сестры, высота центра над уровнем моря 117 м. Ближайшие населённые пункты — Мишуково на юго-востоке и Нижние Выселки, Тверской области, на севере, на противоположном берегу реки.

## Население
| 2002 | 2006 | 2010 |
| ---- | ---- | ---- |
| 15   | ↘12  | ↗21  |